# San Martín (Arto)

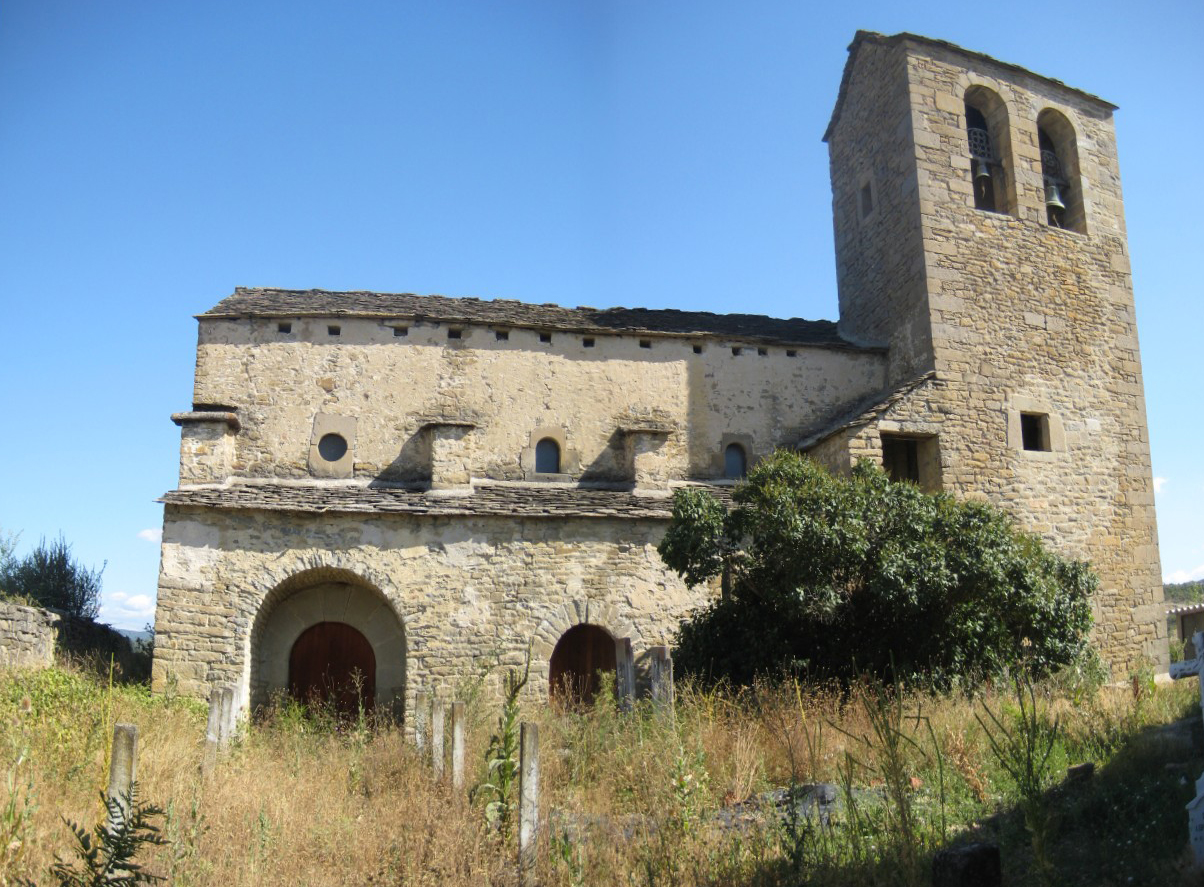
Kirche Santa Martín, Ansicht von Süden

Die römisch-katholische Pfarrkirche San Martín in Arto, einem Ortsteil der Gemeinde Sabiñánigo in der spanischen Provinz Huesca der Autonomen Gemeinschaft Aragonien, wurde im 11./12. Jahrhundert errichtet. Die romanische Kirche ist seit 1982 ein geschütztes Baudenkmal (Bien de Interés Cultural).

## Architektur
Die dem heiligen Martin geweihte Kirche mit einem Schiff und Seitenkapellen wurde im 18. Jahrhundert stark verändert. 
An den Chor schließt sich ein hoher Turm an, der im Obergeschoss Klangarkaden besitzt. Er wird von einem Satteldach gedeckt. Die Kirche ist aus Bruchstein errichtet, nur die Ecken sind aus Werkstein. Eine offene Vorhalle ist an der Südseite dem rundbogigen Portal vorgelagert.